# 施滕貝克

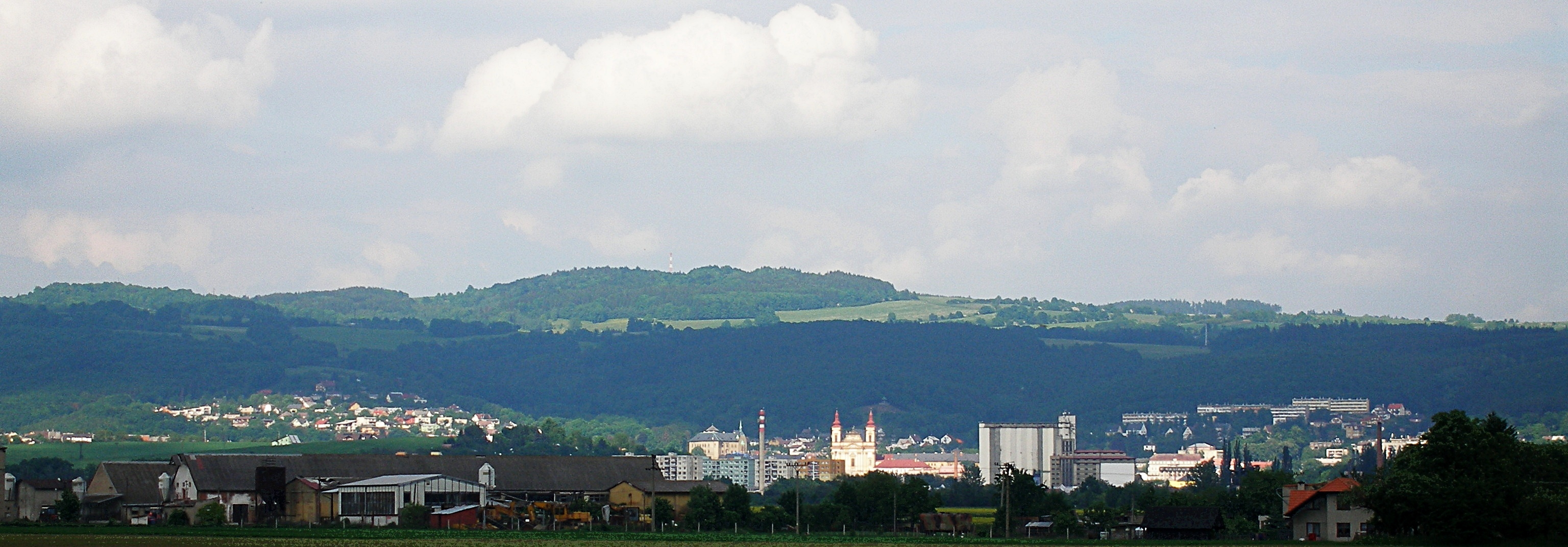

施滕貝克（捷克語：Šternberk，發音：[ˈʃtɛrnbɛrk]）是捷克奧洛穆茨州的城鎮，位於該國東部，距離州府奧洛穆茨16公里，面積48.79平方公里，海拔高度268米，2006年人口14,060。

## 外部連結
- Municipal website （页面存档备份，存于） （捷克文）